# شيفيلار (أين)
شيفيلار (بالفرنسية: Chevillard)‏ هي بلدية فرنسية تقع في إقليم الأين في فرنسا. رمز إنسي لها هو:1101. أما الرمز البريدي لها فهو: 1430.